# Неосоциализм
Неосоциали́зм (фр. Néo-socialisme, англ. Neosocialism) — идеология, социальная доктрина и политическое течение западноевропейских правых социалистов 1930-х годов. Впервые системно сформулирован Анри де Маном (Бельгия), наиболее полное выражение получил у Марселя Деа (Франция). Неосоциалисты выступали с позиций антикапитализма и антикоммунизма, за соединение социализма с национализмом, усиление государства, экономическое планирование, развитие корпоративизма, духовные приоритеты социального движения. Неосоциалистические концепции эволюционировали в направлении фашизма. Впоследствии некоторые из неосоциалистических установок были приняты мировой социал-демократией и христианской демократией, как правило, без ссылок на первоисточники.

## Доктринальные основы
На рубеже 1920—1930-х в западноевропейской правой социал-демократии консолидировались радикальные круги. Этот процесс в значительной степени определялся влиянием фашистских движений. Социалисты новой генерации окончательно и бесповоротно отвергли марксизм, отождествив это учение с коммунизмом, большевизмом и СССР. Они оставались противниками капитализма как системы, но антикапитализм неразрывно соединялся с антикоммунизмом. Классические социал-реформистские концепции, основанные на бернштейнианстве, в условиях небывалого кризиса признавались устаревшими и не отражающими социальных сдвигов начала XX века.
В качестве социалистической альтернативы выдвигалась концепция «конструктивной революции» — коллективистских социалистических преобразований на основе национальных традиций, духовных ценностей и буржуазных достижений социального прогресса. Эти положения легли в основу идеологии и политической практики, получившей наименование неосоциализм.
Основными установками неосоциализма являлись:
- соединение социализма с национализмом
- развитие корпоративизма, стимулирование классовых и межклассовых общественных ассоциаций
- передача экономической власти общенациональному координационному органу, формируемому делегированием от производственных коллективов
- расширение госсектора, усиление государственного экономического вмешательства и государственного регулирования экономики
- социально-экономическое планирование на основе согласованных решений общественных групп под эгидой государства
- сохранение, поддержка и распространение трудовой частной собственности
- повышение и институционализация общественной роли средних слоёв — крестьянства, городских самостоятельных производителей, технической интеллигенции
- при сохранении демократических институтов резкое усиление государственной власти, особенно исполнительно-административной
- духовно-культурное укрепление общества на основе национальных традиций, социального единения производительных элементов и принципов этического социализма

Позиции неосоциалистов разных стран и разных партий были принципиально близки, но полного совпадения не наблюдалось. В Бельгии Анри де Ман акцентировал усиление государственной власти в экономике, особенно государственного планирования. Во Франции Марсель Деа делал основной упор на общественные инициативы, особенно крестьянства и промышленно-технических групп. В воззрениях Деа особое место занимали также республиканские идеи, восходящие к Французской революции, демократизм, непримиримый антикоммунизм и ветеранские принципы «окопного братства», сформированные Первой мировой войной.
Главные расхождения между неосоциализмом и большинством социал-демократии создавались двумя неосоциалистическими установками: корпоративизмом и приоритетом средних слоёв как передовой социальной и духовной силы (то и другое действительно напоминало фашизм). На практике конфликт возникал вокруг установки неосоциалистов на вхождение в правительства через коалиции с правыми партиями.

## Неосоциалистическая политика во Франции
Наибольшую активность развили неосоциалисты Франции. История этого движения обычно рассматривается именно на французском примере.

### Неосоциализм и СФИО
Первоначально неосоциалисты действовали в рамках марксистской социалистической партии СФИО. Их лидерами были Марсель Деа, Адриен Марке, Бартелеми Монтаньон, Луи Валлон. Партийный функционер Деа являлся главным идеологом и политическим организатором, мэр Бордо Марке — признанным практиком управления, Монтаньон — видным оратором, Валлон — организатором пропаганды.
В июле 1933 Деа, Марке и Монтаньон изложили свои неосоциалистические взгляды на съезде СФИО. В качестве политических образцов назывались Бенито Муссолини и Франклин Рузвельт. Деа призывал «опередить фашизм», опираясь на средние слои и развивая корпоративные структуры. Марке выдвинул лозунг «Порядок, авторитет, нация». Эти выступления вызвали резкое отторжение значительного большинства делегатов. Речь Марке лидер СФИО Леон Блюм назвал «ужасающей». Острый конфликт возник и из-за призыва бороться за места в правительстве. Партийное руководство стояло на традиционной марксистской позиции, не допускавшей участия социалистов в «буржуазной» исполнительной власти.
6 ноября 1933 года неосоциалистические лидеры повторили свои основные тезисы на заседании руководства СФИО. К ним присоединился ветеран французского социализма, лидер правого крыла партии Пьер Ренодель. Но даже его авторитетная поддержка не предотвратила исключения всей группы из партии. Некоторые историки полагают, что конфликт обострялся поколенческим фактором — неосоциалисты даже по возрасту относились к той генерации, для которой постулаты марксизма не являлись непререкаемой истиной. Ренодель, принадлежавший к поколению Блюма, быстро разошёлся с группой Деа.

### Самостоятельная политика неосоциализма
Неосоциалисты учредили свою Социалистическую партию Франции — Союз Жана Жореса, PSdF (вторая часть названия носила сугубо церемониальный характер, взгляды Жореса были далеки от неосоциалистических). Идеология и программа PSdF основывались на взглядах Деа — национальная природа французского социализма, сильное государство, эффективное планирование, развитый корпоративизм, опора на инициативные средние слои с их духовными ценностями.
Организационное построение во многом напоминало НСДАП (а отчасти и ВКП(б)). Партия формировалась по модели «армии, готовой к взятию власти». Были созданы «боевые группы», подобные немецким СА. Эмблемой PSdF стал баран как олицетворение весны, молодости и силы. Деа откровенно заявлял, что его не смущает сходство собственной риторики с гитлеровской.
Однако в практической политике Деа был довольно прагматичен. В 1935 PSdF объединилась с двумя другими правосоциалистическими партиями в Социалистический республиканский союз (USR), который на следующий год примкнул к широкой левоцентристской коалиции Народный фронт. Это привело к разрыву с Марке, создавшим свою Неосоциалистическую партию, но Деа занял пост министра авиации в правительстве Альбера Сарро.

### Неосоциализм и Народный фронт
После победы Народного фронта на парламентских выборах 1936 года было создано коалиционное правительство Блюма с участием социалистов и радикалов (при парламентской поддержке коммунистов). Таким образом, три года спустя СФИО фактически приняла тезис неосоциалистов о вхождении в власть. Но при этом налицо был и тактический отход Деа от идеологических установок и последовательно антикоммунистической позиции.
Главной идеей неосоциалистов, которую они проводили в Народном фронте, являлся «Французский план» — Le Plan français. Ключевым пунктом концепции «планизма» (La planisme) являлось создание общенационального представительного органа, определяющего экономическую политику:

Для функционирования новой экономики достаточно, чтобы работодатели и работополучатели согласились сотрудничать в одном и том же органе. Хотя и исключается корпоративизм в прямом смысле этого слова, необходимо его придерживаться в следующем понимании. Каждая из организаций предпринимателей, организаций рабочих или служащих, так же как и организаций техников каждой профессии, будет призвана направлять своих представителей в центральный орган, чтобы там обсуждать на началах полного равенства вопросы, касающиеся их профессии и общей организации экономики.

Новая Франция (Марсельский комитет Французского плана, под редакцией Марселя Деа)

В поддержку «Французского плана» — напоминающего как концепцию ВСНХ без партийного контроля, так и муссолиниевскую корпоративную палату — проводились массовые митинги с участием крупнейшего профобъединения Франции — ВКТ. Неосоциалистическая доктрина в экономике и социальной сфере фактически была принята на вооружение и противниками Народного фронта — Французской народной партией во главе с последовательным фашистом (бывшим коммунистом) Жаком Дорио.
Однако правительства Народного фронта ограничивались активной социальной политикой в рамках социал-реформизма, воздерживаясь от структурных преобразований.

## Неосоциалисты во Второй мировой войне
В 1940-х в движение неосоциалистов раскололось. Большинство из них заняли коллаборационистские позиции. Марсель Деа возглавил Национально-народное объединение, программа которого в целом повторяла PSdF, занимал пост министра труда в правительстве Виши; Адриен Марке оставался мэром Бордо, одно время возглавлял вишистское МВД. В Бельгии Анри де Ман также поддержал оккупацию, был организатором коллаборационистского профдвижения. С другой стороны, Луи Валлон и Поль Рамадье участвовали в движении Сопротивления.
В общем и целом неосоциалистические деятели ассоциировались с коллаборационизмом и пронацизмом. Тому способствовали выступления Деа, деятельность Марке, политика Дорио, совмещавшего выступления в неосоциалистическом духе и сотрудничество с гестапо. После освобождения Франции Деа, Марке и ряд других неосоциалистов подверглись судебному преследованию (заочно приговорённый к смертной казни Деа скрылся за границей под чужим именем, Марке отбыл тюремное заключение).

## Послевоенный неосоциализм
Коллаборационистский финал основателей неосоциализма в значительной степени блокировал обращение к их наследию. Тем не менее, неосоциалистические элементы явственно прослеживаются в общепринятой социально-политической практике — программирование экономики, классовое сотрудничество, стимулирование малого и среднего бизнеса, развитие самоуправления и соуправления на предприятиях. Многие неосоциалистические идеи, новаторские для социал-демократии 1930-х, с 1950-х стали общим местом. Они характерны не только для социал-демократов, но и для христианско-демократических, консервативных, а в какой-то мере и либеральных сил. Во Франции сходные меры осуществляли правительства Поля Рамадье (одного из основателей PSdF) и Пьера Мендес-Франса.
Но некоторые из неосоциалистических принципов почти столь же далеки от осуществления, как и в момент их первоначального формулирования — прежде всего институциональный «планизм». Эта концепция неразрывна связана с корпоративизмом и требует глубоких структурных преобразований общества. Требование передачи управления экономикой Общественному совету народного хозяйства выдвигал польский профсоюз Солидарность в 1981 году. Такие позиции наиболее чётко высказываются солидаристскими организациями и движениями.